# Хорна Крупа
Хорна Крупа (слч. Horná Krupá) насељено је мјесто са административним статусом сеоске општине (слч. obec) у округу Трнава, у Трнавском крају, Словачка Република.

## Становништво
| Година:    | 1994. | 2004.   | 2014.   | 2024.   |
| ---------- | ----- | ------- | ------- | ------- |
| Број људи: | 575   | 520     | 472     | 492     |
| Разлика:   |       | -9,56 % | -9,23 % | +4,23 % |

| Година:    | 2023. | 2024.   |
| ---------- | ----- | ------- |
| Број људи: | 498   | 492     |
| Разлика:   |       | -1,20 % |

Према подацима о броју становника из 2024. године насеље је имало 492 становника.